# تاريخ الدخانية
تاريخ الدخانية (بالفارسية: تاریخ دخانیه) (وتعني: تاريخ التبغ أو تاريخ أحداث حظر التبغ) هو أحد المصادر الأساسية لأحداث احتجاجات التبغ، كتبه حسن أصفهاني كربالي (وُلد في أصفهان وعاش حتى 1 حزيران 1904 في الكاظمية). كان حسن أصفهاني الكربلي أحد تلاميذ ميرزا الشيرازي، وقد ألف هذا الكتاب بناء على طلب محمد حسين نائيني، حول أحداث ثورة التبغ سنة 1892م (1271هـ شمسي، 1310هـ قمري).
صدرت الطبعة الثانية من كتاب تاريخ الدخانية في إيران عام 1998 بعد مراجعتها من رسول جعفريان، الذي كتب أيضًا مقدمة للكتاب. في عام 2003، قام جعفريان بتحرير النص وإعادة نشره مرة أخرى.

## حسن أصفهاني
الأصفهاني، المعروف أيضًا باسم حسن الأصفهاني الكربلائي، هو مؤلف تاريخ الدخانية. كان عالمًا بارزًا بين تلامذة آية الله ميرزا الشيرازي وآية الله إسماعيل الصدر. هاجر إلى سامراء حوالي سنة 1300هـ/1883م، وحضر دروس آية الله ميرزا الشيرازي، ودرس الفقه وأصوله. أتم تأليف تاريخ الدخانية سنة 1892م (1310هـ، 1271هـ). وبقي في سامراء حتى وفاة الميرزا الشيرازي، ثم عاد إلى كربلاء سنة 1896م (1314هـ، 1275هـ) وأصبح من تلاميذ إسماعيل الصدر. توفي في الكاظمية ودفن فيها في 1322هـ/1283م (أول حزيران 1904م).
وكان من بين معمليه السيد محمد الأصفهاني، والشيخ فضل الله نوري، والسيد محمد الطباطبائي الفشاركي. كان حسن ومحمد حسين نائيني صديقين مقربين. في ذلك الوقت كان حسن مجتهدًا بارزًا لكنه لم يكن على دراية بالنائيني. وأمره نائيني بكتابة كتاب "تاريخ الدخانية" وهو من أشمل الكتب في هذا الموضوع. بعد وفاة حسن، تولى نيني مسؤولية عائلته. وكان تلميذ حسن عبد الحسين شرف الدين الموسوي أشجع وأكثر إثارة في الجدل والنقاش من النائيني.

## الكتاب
على الرغم من أن الأصفهاني كان فقيهًا، إلا أن كتابه عن تاريخ احتجاجات التبغ اتبع إلى حد كبير أسلوب الكتابة التاريخية. إن التزام المؤلف بكتابة تاريخ هذه الحركة يوضح المكانة العالية التي كانت تتمتع بها في معتقداته الدينية والسياسية. وقد حدد توجهاته الفكرية الخاصة. النقاط الأكثر أهمية هي:
- حركة الشعب، أو بمعنى آخر حضور الجماهير، في احتجاجات التبغ.
- لقد تم إعطاء المفهوم الدقيق للأمة الإسلامية في إيران، والتي كانت لها هوية دينية مشتركة، وأشارت إلى العلماء باعتبارهم رأس الأمة ووضعت الحكومة ضدهم.
- وفي نظره فإن "إعلاء كلمة الأمة" يعادل "إعلاء كلمة الإسلام"، ويعني بشكل عام قوة وقدرة هذه الهوية الدينية المشتركة بين الجماهير؛ وأن على إيران توثيق علاقاتها مع محيطها الإسلامي لتٌعلي بذلك راية الأمة الإسلامية.
- استخدام نصوص التلغراف كوثائق للحركة، وكذلك الرسائل من مدن مختلفة.
- التعرف على أفكار العصر الحديث وأفكار منتقدي التقليد الأجنبي.[6][7]

## طالع أيضًا
- احتجاج ضد التبغ
- فتوى التبغ
- ميرزا شيرازي
- الشيخ فضل الله نوري
- السيد محمد الطباطبائي الفشاركي
- محمد حسين نائيني
- إسماعيل الصدر
- جمعية أصفهان الوطنية المقدسة

## روابط خارجية
- تفاصيل الطبعة الأولى
- تفاصيل الطبعة الثانية
- اقرأ هذا الكتاب على الإنترنت (باللغة الفارسية)
- النشر الرقمي لهذا الكتاب